# Вулька-Щавінська
Вулька-Щавінська (пол. Wólka Szczawińska) — село в Польщі, у гміні Нове Място Плонського повіту Мазовецького воєводства.
Населення — 125 осіб (2011).
У 1975-1998 роках село належало до Цехановського воєводства.

## Демографія
Демографічна структура станом на 31 березня 2011 року:
|          | Загалом | Допрацездатний вік | Працездатний вік | Постпрацездатний вік |
| -------- | ------- | ------------------ | ---------------- | -------------------- |
| Чоловіки | 71      | 12                 | 50               | 9                    |
| Жінки    | 54      | 5                  | 28               | 21                   |
| Разом    | 125     | 17                 | 78               | 30                   |